# 安遠軍節度使
安遠軍節度使，五代初後梁在今湖北省安陸市設立的節度使，稱宣威軍節度使。後唐同光元年（923年）十二月更名安遠軍節度使。領安州及申州。後晉天福五年（940年）罷安遠軍，安州降為防禦州，遼大同元年（947年）二月，契丹復安遠軍，以劉遂凝為節度使，同年六月為後漢所據，仍為安遠軍。後周顯德元年（954年），又罷安遠軍，安州又降為防禦州。北宋建隆元年（960年）復置安遠軍，隸屬荊湖南北路；宣和元年（1119年），升安州為德安府。

## 历代節度使
- 朱汉宾（920－924年）
- 史敬镕（926－928年）
- 高行珪（928－930年）
- 杨汉章（931－933年）
- 符彦超（933－934年）
- 李敬周（934年）
- 卢文进（934－937年）
- 周瓌（937年）
- 李金全（937－940年）
- 马全节（940年）
- 刘遂凝（947年，辽任）
- 杨承信（947－950年）
- 王令温（950年）
- 李洪义（952－954年）
- 祁廷训（960年）
- 王晏（960－964年）
- 武行德（964－969年）
- 向拱（969－977年）